# Самба, Кристофер
Вежани́ Кристофе́р Самба́ (фр. Veijeany Christopher Samba; род. 28 марта 1984, Кретей, Валь-де-Марн) — конголезский футболист, игравший на позиции центрального защитника.
Свою профессиональную карьеру начинал в составе «Седана», затем провел несколько матчей в рядах берлинской «Герты». С 2007 по 2012 год защищал цвета «Блэкберна», а в 2012 году перешёл в «Анжи». В августе 2014 года перешёл в московское «Динамо»
Родился и вырос во Франции, но решил выступать за национальную сборную Конго. С 2008 по 2012 год не выступал в команде, а с 2012 года являлся её капитаном.

## Клубная карьера

### Ранние годы
Кристофер Самба родился 28 марта 1984 года в парижском пригороде Кретей и начал свою карьеру в клубе французской Лиги 2 «Седан», до этого выступая за «Д’Исси-лес-Молино» и «Руан». В результате в юности он покинул Кретей и перебрался в Седан. В какой-то момент Самба играл на позиции нападающего, а затем перешёл на позицию центрального защитника. Продвигаясь по системе академии «Седана», он дебютировал за клуб в матче открытия сезона против «Истра» (0:2), начав матч, но затем был удалён на 57-й минуте. Однако после ещё двух выходов на поле Самба получил травму приводящих мышц, из-за которой выбыл из строя до конца сезона 2003/04. Травма лишила его шансов получить профессиональный контракт в «Седане», и он был отпущен клубом в конце того сезона.

### «Герта»
После ухода из «Седана» Самба рассказал, что за это время у него «было много попыток перейти в другие клубы, но ни одна из них не увенчалась успехом». Он также сказал: «У меня не было команды, долгое время приходилось тренироваться одному. Мне было 19 лет. Мне пришлось восстанавливаться после травмы самому, без физиотерапевта, без денег. В течение шести месяцев у меня не было клуба, и я просто тренировался. Я ходил в маленькие команды вроде «Руана», которые даже не хотели отпускать меня тренироваться с ними» . В конце концов Самба был подписан берлинским клубом «Герта» из немецкой Бундеслиги после того, как его заприметили во время пребывания в сборной Республики Конго.
Сразу после подписания контракта Самба был направлен во вторую команду клуба. 27 марта 2005 года дебютировав в команде «Герта II», он забил свой первый гол за резервную команду в матче против «Пройссена» (5:2). Позже Самба забил ещё два гола в сезоне 2004/05, забив в ворота дортмундской «Боруссии II» и «Вупперталь». В конце сезона 2004/05 он провёл 16 матчей и забил три гола во всех турнирах.
Перед сезоном 2005-06 Самба был вызван в первую команду и тренировался со старшими игроками на предсезонных сборах. Он дебютировал за «Герту», выйдя на замену на 86-й минуте и отыграв до конца матча, когда они победили «Кобленц» в первом раунде Кубка Германии. 26 августа 2005 года Самба дебютировал за клуб в чемпионате, выйдя на замену на 70-й минуте, в матче против «Баварии» (0:3). После дебюта за клуб Самба появлялся в первой команде, в основном выходя на замену. Но защитник часто возвращался играть за «Герту II» и забил один раз за 12 матчей. 18 марта 2006 года было объявлено о продлении контракта с клубом до 2008 года. Однако по ходу сезона 2005/06 Самба получил травму подколенного сухожилия, из-за которой выбыл до конца сезона. Несмотря на это, он провёл 12 матчей за первую команду во всех турнирах.
В сезоне 2006/07 Самба продолжал появляться в первой команде, в основном выходя на замену. Однако на протяжении всего времени, проведённого в Германии, ему не удавалось пробиться в первую команду «Герты», и в январское трансферное окно он захотел перейти в другой клуб.

### «Блэкберн Роверс»
Имея желание переехать в другое место, Самба получил приглашение от Марка Хьюза пройти пятидневный просмотр в «Блэкберн Роверс». На нём он быстро произвёл впечатление, и Хьюз захотел его подписать. 25 января 2007 года он оформил трансфер в «Блэкберн Роверс» из Премьер-лиги, подписав контракт на три с половиной года за 450 000 фунтов и взяв футболку с номером 21.
Дебютировал за «Блэкберн Роверс» в матче против «Лутон Таун» в четвёртом раунде Кубка Англии на 69-й минуте, заменив Райана Нелсена, и выиграл со счётом 4:0. 31 января 2007 года он дебютировал в Премьер-лиге в матче против «Челси» на «Стэмфорд Бридж», проигранном со счётом 0:3. После дебюта за клуб Самба быстро стал постоянным игроком первой команды. 17 марта 2007 года он забил свой первый гол за «Блэкберн Роверс» против «Вест Хэм Юнайтед» ударом головой на 47-й минуте, но проиграв со счётом 1:2 на «Ивуд Парк». 18 апреля 2007 года Самба забил свой второй гол за клуб в победе над «Уотфордом» на (3:1) «Ивуд Парк», отыграв все 90 минут вместе с Райаном Нелсеном в центре обороны. После дебюта за «Блэкберн Роверс» он быстро стал любимцем болельщиков и был назван новичком года на церемонии награждения клуба. В конце сезона 2006/07 он принял участие в 19 матчах, забив два гола в четырнадцати играх Премьер-лиги.
После того как Самба показал себя в дебютном сезоне, в сезоне 2007/08 он стал игроком основного состава и получил футболку с номером 4. В начале сезона он сыграл в обоих матчах третьего раунда Кубка Интертото против «Ветры», забив во втором матче, который они выиграли по сумме двух встреч 6:0. Пропустив матч Кубка УЕФА против «Ларисы», 23 сентября 2007 года Самба вернулся в стартовый состав команды в матче против «Портсмута», который они проиграли 0:1. 22 октября 2007 года «Блэкберн» объявил, что Кристофер Самба подписал новый долгосрочный контракт, по которому он останется в клубе до лета 2012 года. Шесть дней спустя он забил гол на последней минуте матча против «Тоттенхэм Хотспур» (2:1). С начала сезона Самба участвовал в каждом матче чемпионате, пока не пропустил два матча в декабре из-за дисквалификации, а затем получил дополнительный отпуск. 12 января 2008 года забил свой третий гол в сезоне, выиграв со счетом 2:1 у «Болтон Уондерерс». Позже он пропустил три матча из-за дисквалификации, в том числе 16 марта 2008 года был удалён в матче против «Уиган Атлетик» за толчок Эмиля Хески. Несмотря на это, Самба вернул себе место в основном составе до конца сезона. В какой-то момент во время матча с «Вест Хэм Юнайтед» (2:1) он вступил в перепалку с партнёром по команде Дэвидом Данном после того, как пропустил уравнивающий счёт мяч, и спор продолжился в раздевалке в перерыве матча. После матча главный тренер Хьюз прокомментировал этот спор, признав, что в игре имеет место недовольство. В конце сезона 2007/08 Самба сыграл в общей сложности 41 матч и забил три гола во всех турнирах.
В начале сезона 2008/09 Самба продолжал играть в паре с Нелсеном на позиции центрального защитника. Однако 30 августа 2008 года во время поражения от «Вест Хэм Юнайтед» (1:4) он забил автогол на 20-й минуте, обеспечив сопернику преимущество 0:2. 27 сентября 2008 года Самба смог исправить ситуацию, забив свой первый гол в сезоне в матче против «Ньюкасл Юнайтед» (2:1). С начала сезона Самба выходил в старте в каждом матче, пока 25 октября 2008 года из-за сотрясения мозга не пропустил игру против «Мидлсбро». Но защитник смог вернуться в стартовый состав через четыре дня, выйдя в матче против «Астон Виллы» (3:2). 15 ноября 2008 года забил свой второй гол в сезоне в матче против «Сандерленда» (2:1). 15 февраля 2009 года Самба забил свой третий гол в сезоне, сыграв вничью с «Ковентри Сити» (2:2) в пятом раунде Кубка Англии. Хотя Самба признан преимущественно как защитник, он несколько раз выходил на поле в качестве нападающего на последних этапах сезона 2008/09. 4 апреля 2009 года, когда «Блэкберн» проигрывал 0:1 против «Тоттенхэм Хотспур», он начал второй тайм с первых минут. «Блэкберн» выиграл 2:1, а главный тренер Сэм Эллардайс назвал игру Самбы «ключом к победе». 11 апреля в следующем матче чемпионата против «Ливерпуля» на «Энфилде» он снова начал игру в качестве единственного нападающего, а основной нападающий Бенни Маккарти остался на скамейке запасных. Самба продолжил играть в роли нападающего в следующем матче против «Уиган Атлетик», выигранном «Блэкберном» со счётом 2:0. За свою игру он был удостоен награды «Лучший перфоманс сезона» на церемонии награждения клуба. К концу сезона Кристофер провёл 39 матчей и забил три мяча во всех турнирах.
В преддверии сезона 2009/10 Самба был связан с переходом из «Блэкберн Роверс», клубы по всей Европе были заинтересованы в его приобретении, но как главный тренер Сэм Эллардайс, так и сам игрок отвергли его уход из клуба. В начале сезона он продолжил выступать на позиции центрального защитника, вернув себе место в основном составе. 26 сентября 2009 года Самба забил свой первый гол в сезоне в матче против «Астон Виллы» (2:1). Однако в октябре он дважды выбывал из строя. Несмотря на это, защитник подписал новый пятилетний контракт с клубом. Вскоре после подписания контракта местная газета The Lancashire Telegraph сообщила, что Самба «должен стать одной из самых выгодных сделок в истории Премьер-лиги». 17 января 2010 года он забил гол в своём 100-м матче в Премьер-лиге в победе над «Фулхэмом» (2:0) на «Ивуд Парк». Однако через три дня Самба был удалён с поля на 39-й минуте за агрессивное поведение, в результате чего «Блэкберн Роверс» проиграл «Астон Вилле» (4:6) в ответном матче полуфинала Кубка лиги. 6 февраля 2010 года отбыв одноматчевую дисквалификацию, он был удалён за второе нарушение правил в матче против «Сток Сити» (3:0). 28 февраля 2010 года отбыв двухматчевую дисквалификацию, Самба вернулся в стартовый состав и провёл всю игру в матче против «Ливерпуля» (2:0). 13 марта 2010 года он забил свой третий гол в чемпионате сезона 2009/10 в матче против «Тоттенхэма» (1:3) на «Уайт Харт Лейн». Самба сыграл в следующих пяти матчах, после чего 11 апреля 2010 года получил травму и был заменён на 33-й минуте во время ничьей с «Манчестер Юнайтед» (0:0). 3 мая 2010 года забил победный гол, когда «Роверс» обыграли «Арсенал» на «Ивуд Парк» (2:1). Он также был выбран капитаном на эту игру, несмотря на то, что капитан клуба Райан Нелсен и вице-капитан Дэвид Данн вышли в старте. За свою игру Самба получил награду «Невоспетый герой» на церемонии награждения клуба. По итогам сезона 2009/10 провёл 33 матча и забил четыре гола во всех турнирах.
В начале сезона 2010/11 Самба стал капитаном команды в стартовом матче сезона против «Эвертона» и помог команде победить 1:0. Он продолжил завоевывать место в основном составе на позиции центрального защитника. В новом сезоне Самба был назначен капитаном клуба, а Нелсен стал вице-капитаном. 13 сентября 2010 года после ничьи с «Манчестер Сити» (1:1) он получил награду «Игрок матча» за игру, которая помогла команде удержать ничью, «включая блокировку удара Жо с близкого расстояния». 18 сентября 2010 года он забил свой первый гол в сезоне, сыграв вничью с «Фулхэмом» (1:1). Самба выходил на поле в каждом матче, пока 18 октября 2010 года в ничьей с «Сандерлендом» (0:0) не был удалён с поля на 45-й минуте. 30 октября 2010 года отбыв одноматчевую дисквалификацию вернулся в стартовый состав в матче против «Челси» (1:2). 27 ноября 2010 года он забил свой второй гол в сезоне в матче против «Манчестер Юнайтед» (1:7). 17 декабря 2010 года во время ничьей с «Вест Хэм Юнайтед» (1:1) Самба получил травму и был заменён на 57-й минуте, в результате чего выбыл из строя на несколько недель. 26 декабря новый главный тренер Стив Кин лишил его капитанской повязки, объявив о его желании покинуть клуб. Вскоре после этого игрок вернул себе капитанские полномочия после переговоров с Кином. Несмотря на возвращение ему капитанской повязки, он все ещё сохранил желание покинуть «Блэкберн Роверс». 5 января 2011 года на фоне спекуляций о трансфере защитник вернулся в стартовый состав после травмы в матче с «Ливерпулем» (3:1). 2 февраля 2011 года Самба подписал новый контракт на четыре с половиной года после переговоров о заключении контракта, начавшихся ещё в предыдущем месяце. Три дня спустя в матче с «Уиган Атлетик» (4:3) он забил свой третий гол в сезоне. 26 февраля 2011 года пропустив матч против «Астон Виллы» из-за болезни, Самба спустя месяц, 14 марта 2011 года, забил свой четвертый гол в сезоне, сыграв вничью с «Блэкпулом» (2:2). Он продолжал завоевывать место в основном составе до конца сезона, несмотря на травмы. Самба был капитаном «Роверс» в последнем матче Премьер-лиги, который завершился победой «Вулверхэмптон Уондерерс» со счётом 3:2 на стадионе «Молинью» и 15-м местом в турнирной таблице Премьер-лиги, и вместе со всеми болельщиками вышел на поле после финального свистка. По итогам сезона он принял участие в 36 матчах и забил четыре гола во всех турнирах.
В преддверии сезона 2011/12 Самба продолжал быть связан с уходом из «Блэкберн Роверс», но в течение летнего трансферного окна никаких предложений не поступало, и он остался в клубе. Хотя в апреле, он уже заявлял, что покинет английский клуб в летнее трансферное окно. Однако Самба пропустил первые два матча Премьер-лиги из-за травмы паха. 27 августа 2011 года он сыграл свой первый матч в сезоне, отыграв все 90 минут вместе с Гаэлем Живе в матче против «Эвертона» (0:1) на «Ивуд Парк». 11 сентября 2011 года Самба вышел в стартовом составе вместе с дебютировавшим центральным защитником Скоттом Данном в матче с «Фулхэмом» (1:1) на «Крейвен Коттедж», но из-за травмы спины сыграл 45 минут и в результате был заменён. Но он восстановился и вернулся в стартовый состав, сыграв всю игру вместе с Данном в победе над «Арсеналом» на «Ивуд Парк» (4:3). После травмы Самба продолжил возвращать себе место в основном составе команды, сформировав связку с Данном и вернув себе роль капитана. Только 15 октября 2011 года Самба забил свой первый гол в сезоне в матче против «Куинз Парк Рейнджерс», сыграв вничью 1:1. 29 октября 2011 года он забил свой второй гол в матче против «Норвич Сити» (3:3). Однако 5 ноября 2011 года во время матча с «Челси» (0:1) Самба получил травму подколенного сухожилия и был заменён в перерыве, из-за чего выбыл из строя на весь ноябрь. Только 3 декабря 2011 года он вернулся в стартовый состав команды в матче против «Суонси Сити» и забил третий гол в игре, победив со счётом 4:3. Самба забил два гола в следующих двух матчах против «Сандерленда» и «Вест Бромвич Альбион». Главный тренер Кин считает, что судьи несправедливо относились к Кристоферу в ряде матчей из-за его физической формы. 31 декабря 2011 года Самба был в составе команды, которая одержала победу над «Манчестер Юнайтед», обыграв команду Алекса Фергюсона на «Олд Траффорд» со счётом 3:2. В результате фола Димитара Бербатова на Самба в штрафной площади «Юнайтед» был назначен пенальти, который «Блэкберн» забил. К моменту ухода из клуба Самба провёл 17 матчей и забил два раза во всех турнирах.
На следующий день защитник подал запрос на трансфер после предложения от «Куинз Парк Рейнджерс», которое было отклонено. 14 января Самба пропустил игру «Блэкберна» против «Фулхэма», хотя главный тренер Стив Кин объяснил это кишечным вирусом. 17 января 2012 года «Блэкберн» отклонил запрос игрока о трансфере и опубликовал заявление, в котором говорилось, что капитан «Роверс» не продается. Сам защитник выступил с заявлением накануне, сказав: «За пять лет в «Блэкберн Роверс» я всегда выкладывался на 100% в каждой игре, в которой играл. У меня было несколько возможностей уйти, но я всегда оставался. Я решил, что сейчас для меня настало подходящее время для нового вызова, и попросил клуб уважать моё решение и позволить мне уйти. Я благодарю болельщиков за поддержку и надеюсь, что они считают, что я хорошо послужил им и их клубу». Самба продолжил выступать с заявлением об уходе из клуба, ссылаясь на то, что он больше не «на 100 процентов в клубе». В результате он был выведен из стартового состава и больше не играл за команду. К моменту ухода Самбы из клуба он провёл 185 матчей и забил 18 голов во всех турнирах. Защитник рассказал о своём уходе, сказав: «„Блэкберн“ по-прежнему в моём сердце; это была большая часть моей жизни. Мне жаль, что они сейчас в таком состоянии. Это было очень сложно, но тогда Стив Кин неплохо выступал в чемпионате, и они его уволили. Теперь они уволили Хеннинга Берга. Главное: мне жаль болельщиков. У нас была хорошая идентичность, а теперь они потеряли часть этой идентичности». Самба также отметил главного тренера Хьюза и Эллардайса как двух тренеров, которые сыграли важную роль в его футбольной карьере.

### «Анжи»

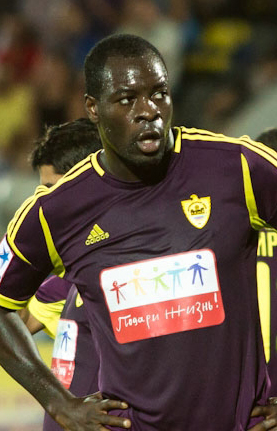
Самба в составе «Анжи», 29 июля 2012 года

24 февраля 2012 года, в последний день трансферного окна в российской Премьер-лиге, Кристофер Самба стал игроком махачкалинского «Анжи». Контракт был подписан на 3,5 года с возможностью продления ещё на год, а игрок получил футболку с 22-м номером. Сумма трансфера составила 12,3 млн фунтов стерлингов, а зарплата Самбы – 100 тысяч фунтов в неделю. Перейдя в клуб, игрок сказал, что этот переход был неожиданным, но стал новым вызовом в его карьере и новым опытом.
Дебютировал за новый клуб 5 марта 2012 года в матче 33-го тура чемпионата России против московского «Динамо» (1:0). После матча он попал в символическую сборную тура. С момента своего дебюта за клуб Самба быстро закрепился в стартовом составе, образовав связку с Жуаном Карлосом. Благодаря своей игре он был признан игроком месяца по итогам марта. Первый гол за махачкалинский клуб защитник забил 6 мая 2012 года в матче 43-го тура против казанского «Рубина» (3:1). После матча Самба попал в символическую сборную 43-го тура. Несмотря на то, что он пропустил два матча в сезоне 2011/12, защитник принял участие в десяти матчах и забил один гол во всех турнирах.
В начале сезона 2012/13 Самба помог клубу одержать шесть побед и выйти в групповой этап Лиги Европы, обыграв команды «Будапешт Гонвед», «Витесс» и голландский АЗ. Он также удачно начал сезон в чемпионате, ассистировав двумя голами в первых двух матчах против краснодарской «Кубани» и «Ростова». Лишь 2 сентября 2012 года он забил свой первый гол в сезоне, проиграв самарским «Крыльям Советов» со счётом 1:2. Самба продолжил возвращать себе место в основном составе, играя на позиции центрального защитника. 4 ноября 2012 года он забил свой второй гол в сезоне, победив грозненский «Терек» со счётом 3:1. 22 ноября 2012 года Самба забил свой третий гол в сезоне, победив «Удинезе» со счётом 2:0 и выйдя в плей-офф Лиги Европы. Однако во время матча он получил сильный удар по голове и в результате выбыл из строя. Только 2 декабря 2012 года Самба вернулся в стартовый состав и помог команде выиграть у московского ЦСКА (2:0). К моменту своего январского ухода из махачкалинского «Анжи» Самба провёл 29 матчей и забил три гола во всех турнирах.

### «Куинз Парк Рейнджерс»
31 января 2013 года Кристофер Самба перешёл в «Куинз Парк Рейнджерс» за 12,5 миллионов фунтов стерлингов, подписав контракт на четыре с половиной года. После перехода главный тренер «КПР» Гарри Реднапп сказал: «Самба – это именно тот футболист, который был нужен нашей команде. Он настоящий монстр: прекрасно играет головой, быстрый, сильный, настоящий лидер на поле. Он один из лучших центральных защитников».
2 февраля 2013 года Самба дебютировал в составе нового клуба, отыграв весь матч, в ничьей с «Норвич Сити» (0:0). После дебюта за клуб он быстро закрепился в основном составе, играя на позиции центрального защитника. Неудачные результаты клуба после перехода в «Куинз Парк Рейнджерс» привели к тому, что Кристофер заявил, что ему стыдно за поражения. 1 апреля 2013 года во время матча с «Фулхэмом» (2:3) Самба был виноват в том, что «назначили пенальти в пользу соперника, а затем позволил отобрать мяч, чтобы организовать второй гол». После матча он извинился перед болельщиками через свои социальные сети. Несмотря на уверенность в том, что «Куинз Парк Рейнджерс» выживет, 28 апреля 2013 года его клуб все же выбыл в Чемпионшип после ничьей с «Редингом». После этого Самба получил травму, которая выбила его из строя до конца сезона 2012/13. Несмотря на это, он провёл за команду 10 матчей.

### Возвращение в «Анжи»
2 июля 2013 года «Анжи» согласился заплатить 12 миллионов фунтов стерлингов за возвращение Кристоферы Самбы в Россию после всего лишь половины сезона, проведённого в «КПР» после вылета из Премьер-лиги. После вылета из английского Премьер-лиги «Рейнджерс» стремился сократить расходы на зарплату, а Самба был одним из самых высокооплачиваемых игроков с зарплатой в 100 тысяч фунтов в неделю. Переезд был подтверждён 5 июля 2013 года, когда он подписал четырёхлетний контракт с клубом. По иронии судьбы, Самба заявил в интервью, что никогда не вернется в Россию.
Самба вновь дебютировал за махачкалинский клуб в дебютном матче сезона, выйдя на замену в матче с московским «Локомотивом» (2:2). В следующем матче он забил свой первый гол во втором сезоне за клуб, но проиграв московскому «Динамо» со счётом 1:2. После месяца пребывания в «Анжи» махачкалинцы решили выставить на трансфер весь состав, включая самого защитника, в связи со сменой стратегии развития и отказа от дорогостоящих игроков. В результате он объявил о своём намерении покинуть клуб. Несмотря на это, он ещё трижды выходил на поле, а всего к моменту второго ухода из махачкалинского клуба успел сыграть за команду 5 матчей.

### «Динамо» (Москва)

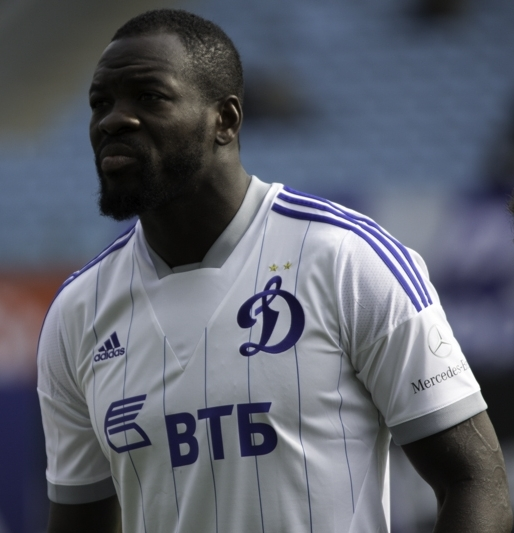
Самба в составе «Динамо», 23 марта 2014 года

29 августа 2013 года московское «Динамо» подписало трёх игроков из «Анжи», среди которых был и Кристофер Самба. Трансфер этих футболистов обошёлся московскому клубу в 18 миллионов евро. Ему была выдана футболка с номером 84. Однако семья Самбы по-прежнему жила в Англии. По этой причине защитника периодически связывали с переходом в английский клуб.
Проведя два матча на скамейке запасных, 21 сентября 2013 года Самба дебютировал в составе московского «Динамо», выйдя на замену на 76-й минуте матча против московского «Локомотива» (1:3) . После дебюта он признал причиной своего пребывания на скамейке запасных нехватку формы. 26 сентября 2013 года Самба впервые вышел в стартовом составе команды, сыграв весь матч против казанского «Рубина» (2:2), но забил гол в собственные ворота. Однако ему не удалось закрепиться в основном составе, и он был переведён на скамейку запасных. 8 декабря 2013 года после возвращения к полноценным тренировкам после травмы он вышел в стартовом составе в матче против пермского «Амкара» (2:0). В следующем матче против московского ЦСКА Самба забил свой первый гол за клуб, и «Динамо» выиграло со счётом 4:2. Однако во время матча он получил сотрясение мозга и был заменён на 61-й минуте. 23 марта 2014 года отбыв одноматчевую дисквалификацию, Самба вернулся в стартовый состав, проведя весь матч, в ничьей с казанским «Рубином» (0:0). 14 апреля 2014 года он забил свой второй гол в сезоне, выиграв со счетом 5:0 у нижегородской «Волги». Однако Самба пропустил три последних матча сезона из-за дисквалификации и травмы. В конце сезона 2013/14 он провёл 11 матчей и забил два гола во всех турнирах.

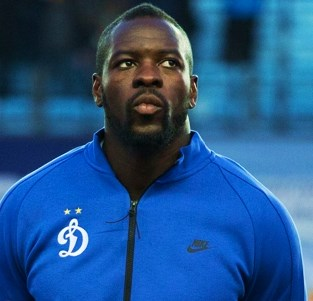
Самба перед матчем Лиги Европы против ПСВ в октябре 2014 года

В начале сезона 2014/15 Самба удачно начал сезон, забив второй гол в матче против «Ростова» (7:2). 13 августа 2013 года Самба забил свой второй гол в сезоне, победив «Уфу» (2:0). Затем он забил в обоих матчах против «Омонии» в плей-офф Лиги Европы, в результате чего выиграл по сумме 4:3 и вышел в групповой этап. Он продолжил возвращать себе место в основном составе команды, играя на позиции центрального защитника. 13 сентября 2014 года Самба забил свой пятый гол в сезоне в матче с «Зенитом» (2:3). Однако 22 сентября 2014 года во время победы над московским «Торпедо» (3:2) он подвергся расистским выкрикам со стороны фанатов соперника, в результате чего показал «неприличный жест» болельщикам «Торпедо». Хотя клуб был вынужден закрыть часть стадиона на следующий матч после санкций Российского футбольного союза, Самба был дисквалифицирован на два матча за «неприличный жест» в адрес болельщиков «Торпедо». 2 ноября 2014 года отбыв двухматчевую дисквалификацию, Самба вернулся в стартовый состав и провёл весь матч, сыграв вничью с московским «Локомотивом» (2:2). 30 ноября 2014 года он впервые стал капитаном московского «Динамо» и помог команде сыграть вничью с казанским «Рубином» (1:1). Только 26 апреля 2015 года Самба забил свой шестой гол в сезоне, сыграв вничью с «Ростовом» (2:2). Несмотря на пропуск двух матчей в сезоне 2014/15, он провёл 37 матчей и забил шесть голов во всех турнирах.
В июне 2015 года московское «Динамо» было исключено из числа участников Лиги Европы 2015/16 за нарушение требований финансового фэйр-плей. Самба гневно отреагировал на это в одном из российских интервью. В результате большинство иностранных игроков покинули клуб. В августе защитник отправился в Турцию, чтобы договориться о переходе в «Трабзонспор», но трансфер сорвался, а главный тренер турецкого клуба Шота Арвеладзе сказал: «Это какой-то другой Самба, не тот, которого я знаю. Это какой-то Майк Тайсон. Мне нужен футболист, а не боксер-тяжеловес». Он отклонил предложение «Динамо» о новом контракте, переговоры о котором начались в апреле прошлого года. В первой половине сезона 2015/16 Самба не сыграл ни одного матча за московский клуб, его место в составе занял новичок Виталий Дьяков. Главный тренер «Динамо» Андрей Кобелев объяснил, что Кристофер страдает от грыжи шейного отдела позвоночника, и ему потребовалась операция. После операции его восстановление заняло большую часть оставшейся части сезона. Ранее он получил травму стопы во время товарищеского матча с «Аяксом» (2:2). 24 апреля 2016 года он вернулся в состав «Динамо» в игре против московского ЦСКА (0:1). Однако его возвращение было недолгим, когда он получил ещё одну травму и выбыл из строя до конца сезона 2015/16. Его контракт с «Динамо» истёк в конце сезона и не был продлён. Ранее он намекал, что не будет продлевать контракт с клубом.

### «Панатинаикос» и «Астон Вилла»
31 августа 2016 года подписал годичный контракт с греческим «Панатинаикосом». Придя в клуб, он сказал, что этот переход был вызовом и что он голоден до футбола. 15 сентября 2016 года Самба дебютировал в составе греческого клуба в матче против амстердамского «Аякса» (1:2), выйдя на замену на 73-й минуте. 18 сентября 2016 года он дебютировал в чемпионате, отыграв весь матч, в матче против ПАС (Янина) (4:0). 20 января 2017 года контракт Самбы был расторгнут по обоюдному согласию, несмотря на то что он провёл в составе клуба всего полгода, поскольку с начала сезона 2016/17 его мучили травмы.
21 февраля 2017 года было объявлено, что после неудачного просмотра в «Кристал Пэлас» Кристофер Самба переходит в «Астон Виллу». 6 марта 2017 года он сыграл за молодёжную команду «Астон Виллы» против ровесников из «Вулверхэмптон Уондерерс». Самба присоединился к первой команде на предсезонных сборах в Португалии перед началом сезона 2017/18. 20 июля 2017 года он подписал с клубом однолетний контракт. Самба дебютировал в составе «Астон Виллы», выйдя на замену в матче с «Халл Сити» (1:1) в дебютном матче сезона. Затем он впервые вышел на поле, отыграв всю игру, в матче с «Колчестер Юнайтед» (2:1) в первом раунде Кубка лиги. 25 августа 2017 года Самба сыграл 45 минут, после чего был заменён в перерыве матча с «Бристоль Сити» (1:1). После этого ему не удавалось попасть в основной состав, и он был переведён на скамейку запасных. 4 ноября 2017 года он забил свой первый гол за клуб в матче с «Шеффилд Уэнсдей» (2:1) на «Вилла Парк». После этого Самба пропустил следующие пять месяцев, восстанавливаясь после травмы. Только 10 апреля 2018 года он вернулся в состав команды, выйдя на замену в матче с «Кардифф Сити» (1:0). По окончании сезона 2017/18 Самба провёл 14 матчей и забил один гол во всех турнирах.
23 июня 2018 года было объявлено, что «Астон Вилла» отпустила Самбу. Проведя год без клуба, защитник начал учиться, чтобы получить тренерский значок в Ирландской футбольной ассоциации. В результате он тихо объявил о своём уходе из футбола.

## Международная карьера
Кристофер Самба представлял сборную Республики Конго и в одном из интервью сказал: «Без них я не знаю, где бы я был сегодня. Многие спрашивают меня, почему у меня нет французского гражданства, чтобы иметь возможность играть за сборную Франции. Но именно сборная Конго дала мне возможность снова играть в футбол, когда я в этом нуждался». 5 сентября 2004 года он дебютировал за сборную Конго в 20-летнем возрасте в матче против сборной Того (0:2) и отыграл 61 минуту, после чего был заменён. Второй раз Самба появился за сборную Конго месяц спустя, 10 октября 2004 года против сборной Замбии (2:3), и отыграл 45 минут.
После перехода в «Блэкберн Роверс» Самба надеялся, что этот переход принесёт ему пользу и он сможет получить вызов в сборную Конго. Однако он провёл всего пять матчей за национальную команду и получил вызов только в феврале 2012 года, впервые за пять лет. 23 марта 2013 года Самба забил свой первый гол за сборную в матче против сборной Габона (1:0).
В ноябре 2014 года Самба объявил о своём намерении не играть на Кубке африканских наций 2015 года в Экваториальной Гвинее, сославшись на обязательства перед московским «Динамо». В ноябре 2016 года Самба впервые за два года был вызван в сборную Конго, но так и не попал в окончательный состав.

## Тренерская карьера
25 ноября 2021 года «Блэкберн Роверс» объявил, что Кристофер Самба вернулся в клуб в качестве тренера академии.

## Статистика выступлений
| Выступление          | Выступление      | Выступление      | Лига | Лига | Кубок страны | Кубок страны | Еврокубки | Еврокубки | Итого | Итого |
| Клуб                 | Лига             | Сезон            | Игры | Голы | Игры         | Голы         | Игры      | Голы      | Игры  | Голы  |
| -------------------- | ---------------- | ---------------- | ---- | ---- | ------------ | ------------ | --------- | --------- | ----- | ----- |
| Герта Берлин         | Бундеслига       | 2005/06          | 12   | 0    | 0            | 0            | 7         | 0         | 19    | 0     |
| Герта Берлин         | Бундеслига       | 2006/07          | 8    | 0    | 0            | 0            | 1         | 0         | 9     | 0     |
| Герта Берлин         | Итого            | Итого            | 20   | 0    | 0            | 0            | 8         | 0         | 28    | 0     |
| Блэкберн Роверс      | Премьер-лига     | 2006/07          | 14   | 2    | 5            | 0            | 0         | 0         | 19    | 2     |
| Блэкберн Роверс      | Премьер-лига     | 2007/08          | 33   | 2    | 4            | 0            | 3         | 1         | 40    | 3     |
| Блэкберн Роверс      | Премьер-лига     | 2008/09          | 35   | 2    | 4            | 1            | 0         | 0         | 39    | 3     |
| Блэкберн Роверс      | Премьер-лига     | 2009/10          | 30   | 4    | 3            | 0            | 0         | 0         | 33    | 4     |
| Блэкберн Роверс      | Премьер-лига     | 2010/11          | 33   | 4    | 3            | 0            | 0         | 0         | 36    | 4     |
| Блэкберн Роверс      | Премьер-лига     | 2011/12          | 16   | 2    | 1            | 0            | 0         | 0         | 17    | 2     |
| Блэкберн Роверс      | Итого            | Итого            | 161  | 16   | 20           | 1            | 3         | 1         | 184   | 18    |
| Анжи                 | Премьер-лига     | 2011/12          | 10   | 1    | 0            | 0            | 0         | 0         | 10    | 1     |
| Анжи                 | Премьер-лига     | 2012/13          | 17   | 2    | 0            | 0            | 12        | 1         | 29    | 3     |
| Анжи                 | Итого            | Итого            | 27   | 3    | 0            | 0            | 12        | 1         | 39    | 4     |
| Куинз Парк Рейнджерс | Премьер-лига     | 2012/13          | 10   | 0    | 0            | 0            | 0         | 0         | 10    | 0     |
| Куинз Парк Рейнджерс | Итого            | Итого            | 10   | 0    | 0            | 0            | 0         | 0         | 10    | 0     |
| Анжи                 | Премьер-лига     | 2013/14          | 5    | 1    | 0            | 0            | 0         | 0         | 5     | 1     |
| Анжи                 | Итого            | Итого            | 5    | 1    | 0            | 0            | 0         | 0         | 5     | 1     |
| Динамо (Москва)      | Премьер-лига     | 2013/14          | 10   | 2    | 1            | 0            | 0         | 0         | 11    | 2     |
| Динамо (Москва)      | Премьер-лига     | 2014/15          | 12   | 3    | 0            | 0            | 10        | 2         | 22    | 5     |
| Динамо (Москва)      | Итого            | Итого            | 22   | 5    | 1            | 0            | 10        | 2         | 33    | 7     |
| Всего за карьеру     | Всего за карьеру | Всего за карьеру | 245  | 25   | 21           | 2            | 33        | 4         | 299   | 31    |

## Личная жизнь
Кристофер Самба родился в Кретее и воспитывался в большой семье с семью братьями и сестрами. В детстве Самба восхищался Лилианом Тюрамом и даже хотел подражать ему.
У Самбы 6 детей. Семья продолжала жить в Англии. В ноябре 2013 года Самба стал отцом в третий раз, когда у него родилась дочь.
В августе 2006 года ему удалили зуб мудрости, из-за чего он пропустил предсезонные товарищеские матчи «Герты». В августе 2010 года Самба был оштрафован на 120 фунтов после того, как его поймали на скорости 46 миль/ч в зоне 30 миль/ч на его Rolls-Royce в Ланкашире. В апреле 2012 года он был оштрафован ещё раз после того, как его поймали на скорости более 130 миль/ч на трассе M65. Самба задумался о своих действиях, когда его спросили в интервью, ответив: «Что касается первой части вопроса, то я знаю. Что касается второй – да, именно один раз. Тогда полицейский остановил за превышение скорости. Больше никогда не нарушал закон. Я предпочитаю оставаться законопослушным гражданином».
Помимо французского языка, Самба владеет английским и немецким, хотя иногда может говорить по-русски. Однако позже в интервью на русском языке Самба заявил, что ему трудно говорить по-русски из-за разницы между алфавитами в русском и латинском языках. В январе 2013 года в интервью The Guardian Самба рассказал, что планирует основать фонд своего имени для создания футбольной школы в Конго. Вне футбола Самба говорил, что его хобби — баскетбол.

### Инцидент с расизмом
17 марта 2012 года во время матча между «Анжи» и московским «Локомотивом», который «Локомотив» выиграл 1:0, толпа московского клуба якобы бросила банан в Самбу после матча. В ответ игрок бросил банан обратно в толпу, о чем он выразил разочарование. Самба высказался, заявив, что опечален инцидентом, произошедшим рядом с детьми. «Мне очень грустно от того, что это произошло на глазах у детей, сидевших на той же трибуне», – сказал журналистам после игры игрок сборной Конго. «Для них это послужит дурным примером». После инцидента «Анжи» выступили с заявлением, в котором назвали действия бросившего банан «идиотскими».
Инцидент с бананом, брошенным в Самбу, заставил президента Российского футбольного союза Сергея Фурсенко пообещать, что власти уже расследуют инцидент, чтобы установить личность человека, бросившего банан в игрока. Оба клуба (махачкалинский «Анжи» и «Локомотив») выступили с совместным заявлением, пообещав найти фаната, оскорбившего защитника на расовой почве, и публично наказать его. Однако махачкалинский клуб публично раскритиковал «вмешательство» «Локомотива» после того, как московский клуб заявил, что его болельщики не бросали банан в Самбу, а вице-президент «Анжи» Герман Чистяков сказал: "Видимо «Локомотив» пытается оказывать влияние на ход расследования... Мы уверены, что это чушь и глупость». 30 марта 2012 года Российский футбольный союз подтвердил, что власти установили личность метателя и что им является студент из Москвы.
После нескольких недель «бананового» расизма Самба поклялся остаться в «Анжи», несмотря на расизм. Позже конголезский защитник рассказал, что российские расисты не отличаются от тех, с которыми он сталкивался в других странах:
Очень серьёзно отношусь к проблеме расизма в футболе и никогда не позволю кучке расистов сломать меня. — Я сильный духом человек, продолжу биться за свой клуб на поле. В целом, мне нравится в России. Конечно, разозлён в связи с расистским инцидентом, как рассержен и весь футбольный мир, но подобные случаи ничем не отличаются от того, что происходили со мной в других странах.
Через девять месяцев после инцидента Самба высказался по поводу расизма, обвинив болельщиков «Зенита», в частности небольшую группу фанатов, которые открыто выступают против гомосексуальных или небелых игроков, играющих за петербургский клуб, в расизме и назвав их действия «жизнью в прошлом веке». Однако позже он прояснил ситуацию с болельщиками клуба, сказав: «У меня нет личных претензий к болельщикам петербургского «Зенита». Меня пугают отдельные группы фанатов не только «Зенита», но и других клубов, которые негативно настроены против чернокожих футболистов».